# Portret młodej kobiety (obraz Wilhelma Volkharta)
Portret młodej kobiety (niem. Porträt einer jungen Frau) – obraz niemieckiego malarza Georga Wilhelma Volkharda z 1863 roku wykonany olejem na płótnie, znajdujący się w kolekcji Muzeum Narodowego we Wrocławiu.
Volkhart namalował portret w 1863 roku. Obraz został namalowany farbami olejnymi na płótnie. Ma rozmiary 73 × 60 cm. Należy do zbiorów Muzeum Narodowego we Wrocławiu. Nie był wystawiany. Do 1994 znajdował się w składnicy muzealnej w pomieszczeniach opactwa cystersów w Lubiążu. Między 1 a 4 kwietnia składnica została spenetrowana przez złodziei, którzy ukradli z niej 16 obrazów, w tym Portret młodej kobiety Volkharta.
Dzieło znajdowało się w „Krajowym wykazie zabytków skradzionych lub wywiezionych za granicę niezgodnie z prawem” pod nr. 468. Do odnalezienia dzieła przyczyniła się osoba prywatna Halina Jucha, która powiadomiła Departamentem Restytucji Dóbr Kultury MKiDN, iż skradziony Portret młodej kobiety Wilhelma Volkharta znalazł się w ofercie domu aukcyjnego w niemieckim Satowie. Dom aukcyjny wycofał obraz z aukcji. Po oględzinach przeprowadzonych przez specjalistów, m.in. z Muzeum Narodowego w Warszawie portret został zwrócony stronie polskiej. W maju 2023 roku w obecności wicepremiera prof. Piotra Glińskiego obraz Volkharta został zwrócony Muzeum Narodowemu we Wrocławiu.